# Roivainenia
Roivainenia là một chi rêu trong họ Jungermanniaceae.